# Adnan Ugur
Adnan Ugur (* 28. Juni 2001 in Diest) ist ein belgischer Fußballspieler. Der zentrale Mittelfeldspieler steht in der Türkei bei Fatih Karagümrük SK unter Vertrag und war belgischer Nachwuchsnationalspieler.

## Karriere

### Verein
Adnan Ugur begann mit dem Fußballspielen in Averbode in der Provinz Flämisch-Brabant, als er Volharding VC Okselaar beitrat. Über den KVC Westerlo und Oud-Heverlee Löwen spielte er eine Zeitlang bei der Jugend vom KRC Genk, bevor er der Fußballschule des FC Brügge beitrat. Zur Saison 2019/20 wechselte er in den niederländischen Fußball und schloss sich Fortuna Sittard aus der Eredivisie an, wo er einen Profivertrag über drei Jahre mit einer Option auf weitere zwei Jahre unterschrieb. Am 4. August 2019 debütierte Ugur bei der 0:4-Niederlage im Auswärtsspiel am ersten Spieltag gegen AZ Alkmaar im Profifußball. In den ersten sieben Ligaspielen wurde er sechs Mal eingesetzt. Danach wurde er nur noch in der U 21-Mannschaft eingesetzt, wo er insgesamt 13 Spiele mit einem geschossenen Tor bestritt.
Ende Januar 2021 wurde er für den Rest der Saison an den FC Dordrecht in der Eerste Divisie, der zweithöchsten niederländischen Liga, ausgeliehen. Hier kam er auf 12 von 17 möglichen Ligaspielen.
Auch nach seiner Rückkehr zu Sittard wurde er nicht eingesetzt. Anfang September 2021 wurde er an den türkischen Verein Fatih Karagümrük SK für den Rest der Saison ausgeliehen. Hier bestritt er 24 von 35 möglichen Ligaspielen, in denen er ein Tor schoss, und zwei Pokalspiele. Mitte Juli 2022 wechselte er endgültig zu Karagümrük.
In der Saison 2022/23 wurde er bei 11 von 36 möglichen Ligaspielen und zwei Pokalspielen eingesetzt. Dazu kam ein Spiel mit der Reservemannschaft. In der nächsten Saison waren es 13 von 38 möglichen Ligaspielen mit einem geschossenen Tor und wiederum zwei Pokalspielen.

### Nationalmannschaft
Adnan Ugur absolvierte sechs Partien für die belgische U15-Mannschaft, zehn Spiele für die belgische U16-Elf, sechs Einsätze für die belgische U17-Nationalelf und drei Spiele für das belgische U18-Team. 2019/20 lief er für die belgische U19-Nationalmannschaft auf.